# Farmaci antireumatici modificanti la malattia
I farmaci antireumatici modificanti la malattia o farmaci antireumatici che modificano l'andamento della malattia (DMARD, dall'inglese disease-modifying antirheumatic drug), sono una classe di farmaci, non correlati chimicamente tra loro, che presentano una comune azione nel ridurre la progressione dell'artrite reumatoide.
Questi farmaci si differenziano dai farmaci anti-infiammatori non steroidei e dai corticosteroidi, che combattono il processo infiammatorio ma non hanno effetto sulle cause scatenanti.
Questi farmaci rallentano la progressione dell'artrite reumatoide, migliorano la funzionalità delle articolazioni e riducono la mortalità. Tali farmaci, affinché si possa avere il massimo dell'efficacia, devono essere utilizzati nelle fasi più precoci del decorso dell'artrite reumatoide, in modo da prevenire la distruzione della rima articolare che ne può causare l'inabilità.
Sebbene questi farmaci prendano il nome di antireumatici, risultano utili per la cura di altre malattie, come la Malattia di Crohn, il Lupus eritematoso sistemico, la Porpora trombocitopenica idiopatica, la Miastenia gravis e, occasionalmente, nell'artrosi.

## Membri della famiglia
| Molecola                                                  | Meccanismo                                                                            |
| --------------------------------------------------------- | ------------------------------------------------------------------------------------- |
| Etanercept                                                | inibitori del TNF - Proteina di Fusione                                               |
| adalimumab                                                | inibitori del TNF                                                                     |
| azatioprina                                               | inibitori della sintesi delle purine                                                  |
| clorochina e idrossiclorochina (antimalarici)             | soppressione dell'IL-1 e del TNF-alpha, induce l'apoptosi delle cellule infiammatorie |
| ciclosporina (Ciclosporina A)                             | inibizione della calcineurina                                                         |
| D-penicillamina                                           | Riduzione del numero dei linfociti T                                                  |
| golimumab                                                 | inibitori del TNF                                                                     |
| sali d'oro (sodio aurotiomalato, auranofin, aurotioprolo) | non chiaro                                                                            |
| infliximab                                                | inibitori del TNF                                                                     |
| leflunomide                                               | inibitori della sintesi delle pirimidine                                              |
| metotrexato (MTX)                                         | Antifolati                                                                            |
| minociclina                                               | inibitori della 5-lipossigenasi                                                       |
| rituximab                                                 | anticorpo monoclonale                                                                 |
| sulfasalazina                                             | soppressione dell'IL-1 e del TNF-alpha, induce l'apoptosi delle cellule infiammatorie |